# 孟光 (蜀漢)
孟光（2世紀—3世紀），字孝裕，河南洛陽人，孟郁同族，漢末蜀漢官員，知識廣博。

## 生平
漢靈帝末年任講部吏，漢獻帝遷都，孟光逃入蜀地，劉焉和劉璋父子以客禮對待他。劉備入蜀後，任命孟光做議郎，和許慈等掌管禮儀典祭。劉禪登基後任命孟光做符節令、屯騎校尉、長樂少府、升為大司農。孟光一向直率地說話，都受到權臣不愛也得不到晉升，後輩鐔承、裴儁等都升到孟光之上。後來獲罪被免職，九十多歲去世。

## 事蹟
孟光博覽群書，專研讀三史，也擅長於漢家舊典，喜歡《春秋》的《公羊傳》而嘲諷《左氏傳》，因此每次和喜歡《左氏傳》的來敏大聲爭論。
延熙九年(246年)，蜀漢大赦天下，孟光指責費禕說大赦天下是國家衰弱時的做法，現在陛下仁慈，官員稱職，為什麼要便宜罪犯，剛剛把他們抓了，然後又赦免他們，是不合理的，費禕只和孟光賠罪道歉。
後輩郤正向孟光求教，孟光問郤正太子讀的書和性情愛好，郤正答太子孝順仁慈，孟光再問太子的才智謀略，郤正答太子的處世，要迎合陛下的喜好，才智要藏於心中，怎麼知道他有沒有才智謀略呢。孟光知道郤正說話謹慎，於是說他喜歡直率的人，現在天下未定，才智謀略最重要，太子應努力學習這些急需的知識，郤正認為有理。

## 三國演義
第80回劉備登基時，諸葛亮派許慈和孟光掌禮。第91回，諸葛亮任命孟光和來敏為祭酒。

## 延伸阅读
[在维基数据编辑]
 《三國志·卷42》，出自陳壽《三國志》